# 원리강론
《원리강론》은 세계평화통일가정연합의 핵심 경전이다. 문선명 총재의 사상적 교리를 유효원 회장 등이 체계적으로 정리하였다. 세계평화통일가정연합교리의 미국 전파를 위하여 "The Divine Principle"로 번역되었다.

## 역사
처음에는 《원리해설》이라는 이름으로 문선명 총재에 의해 1957년에 만들어졌는데, 1966년 이를 바탕으로 유효원 회장을 중심으로 안창성, 유광열, 장영창 등이 참여하여 《원리강론》으로 증보 간행되었다.

## 내용
통일교의 기본교리서인 원리강론은 유효원의 저작으로 총 556 페이지이며, 전편 7장, 후편 6장으로 되어 있다. 전편은 창조원리·타락론·종말론·구주론·부활론·예정론·기독론으로, 후편은 제1-5장까지의 복귀원리와 제6장의 재림론으로 되어 있다.

### 전편
전편은 천지 창조의 원리와 인간 타락의 진실, 종말의 의미, 메시아의 강림과 그 재림의 목적, 부활의 의의와 부활섭리, 예정설에 대한 올바른 이해, 그리스도에 관한 것(하나님을 중심한 예수과 성신과의 관계, 예수와 성신과 타락인간과의 관계, 중생과 삼위일체에 관한 문제들)을 다룬다. 

창조원리의 핵심은 하나님은 참사랑의 중화적 주체이시며, 참사랑의 이상을 실체화시키기 위하여 피조세계를 창조하셨고, 실체화된 피조만물은 역시 하나님을 닮아서 참사랑을 통한 수수작용(사랑과 미를 서로 주고 받는 작용)을 통하여 본연의 창조이상인 하나님을 중심한 사위기대(하나님과 주체, 대상, 주체와 대상의 사랑을 통한 합성체)를 이룰 수 있도록 만들어졌다는 것이다. 사위기대의 가장 대표적인 예가 바로 가정이다. 한 가정은 남편과 아내, 자녀로 이루어져 있는데, 본연의 가정은 하나님을 중심하여 남편과 아내가 혼인을 맺고, 그 혼인을 바탕으로 하나님께서 기뻐하실 수 있는 참사랑으로 맺어져서, 사랑의 합성체인 자녀를 낫게 된다는 것이다. 이와 같은 원리에 의하여 통일교에서는 하나님 중심의 가정을 이루어 나가기 위하여 "축복식"이라는 합동결혼 행사를 벌이고 있다.
타락론에서는 하나님의 창조이상과 창조원리는 온전한 것이지만, 인간은 미성숙기에 사랑 행위를 함으로 말미암아 타락의 길로 들어섰다는 사실을 말하고 있다. 당시 천사장은 인간을 돌보기 위한 집사와 같은 위치에 있었고, 이미 성숙한 입장이었으며 하나님이 자신보다 더 사랑하시는 여성 해와를 보고 자극을 느껴서 불법적인 사랑을 하였고, 해와는 자신의 타락 이후 아직 하나님의 원리권 내에 있는 남성 아담을 보고 자극을 느껴서 유혹을 하여 비원리적인 사랑을 하게 된 것이 타락의 시발이라는 것이다. 그 사건으로 인하여 이후의 모든 남녀간의 결합에 의한 사랑 행위는 비원리적인 행위가 되어 버렸으며, 그로 인하여 태어나는 자녀들도 비원리적인 자녀가 되었다는 것이다.사랑과 혈통이라는 근본적인 문제가 인간타락에 개입되었기 때문에, 이 문제를 해결하기 위하여서는 하나님을 대신한 참감람나무 메시아가 참가정을 이루어서 돌감람나무들과의 접붙임을 통하여 혈연을 통한 복귀가 이루어져야 한다는 것이다.
종말론에서는 말세란 인류역사가 실제로 종말을 맞는 사건이 아니라, 인간의 타락역사가 끝을 맺고 하나님의 창조이상과 주권이 지상에 뿌리를 내리기 시작하는 시점임을 말한다. 종말론에 따르면, 하나님께서는 지금까지 두 번의 말세를 통하여 창조이상의 완성을 시도하셨다. 첫 번째는 노아의 홍수심판 때이며, 두 번째는 예수를 통한 말씀 심판이었다. 하지만, 두번 다 인간이 자신의 책임분담을 다 하지 못하여 섭리가 연장되었으며, 예수의 재림 때가 마지막 말세라는 것이다. 또한 말세 때의 현상을 나타내는 성경 구절을 통하여, 말세 때에는, 재림주님의 말씀 심판으로 사탄 주권이 무너지고 주님을 영접하는 성도들을 중심으로 하나님의 선주권이 복귀되며, 구약/신약 시대의 영인들이 재림부활하고, 신약의 말씀은 재림주님의 새로운 말씀으로 대체됨을 주장한다.
구주론에서는 예수의 십자가상에서의 죽음은 필연적인 것이 아니라, 유대인들의 불신으로 인하여 부분적인 구원섭리로서 이루어진 것임을 주장한다. 즉, 십자가 구원 섭리로 인류는 영적인 구원만을 이루었으며, 영육 아우른 구원을 위하여 예수는 다시 재림하여야만 한다는 것이다. 또한 구약성서에 예언된 엘리야는 세례요한이며, 세례요한의 예수에 대한 불신은 예수가 십자가의 죽음길을 가게 된 큰 요인이 되었다고 주장한다.
부활론에서는 부활을 인간이 타락으로 초래된 사탄주관권에 떨어진 입장으로부터 복귀섭리에 의하여 하나님의 직접주관권으로 복귀되는 현상을 의미한다고 정의한다. 또한, 아담가정으로부터 단계적으로 지상인에 대한 부활섭리가 이루어져 왔으며, 영인들은 지상인들의 부활섭리에 다양한 방법으로 관여하면서(윤회설과 연관이 있음) 간접적인 부활을 시도한다고 한다.이와 같은 과정을 통하여 예수의 재림기에는 모든 종교의 통일이 이루어진다고 주장한다.
예정론에서는 하나님의 뜻에 대한 예정은 절대적이지만, 뜻 성사에 대한 예정은 인간이 자신의 책임분담을 완수해야만 한다는 사실을 말하고 있다.
기독론에서는 창조목적을 완성한 인간은 천주적인 가치를 지니고 있으며, 예수님은 바로 그와 같은 가치를 완성한 인간이지 하나님 자신은 아님을 말하고 있다. 타락인간은 자신의 창조목적을 완성하기 위하여 예수님에게 접붙임으로써 중생할 수 있다. 중생을 위하여서는, 아버지 되신 예수님과 어머니 되신 성신의 도움이 필요한데, 이와 같이 예수님과 성신이 하나님을 중심으로 수수작용을 하여 기독성도들을 중생시킴으로써 온전한 사위기대를 이루는 것이 바로 기독교에서 말하는 삼위일체의 진정한 의미라고 한다.

### 후편
후편의 복귀원리에서는 인간 창조의 이상을 이루지 못하고 자신의 자녀가 타락의 길을 걷고 있다는 것은 하나님께는 엄청난 형벌이며 기존 교회에서 말하듯이 영광의 하나님, 찬미의 하나님이 아니라 고통의 하나님, 한이 많으신 하나님께서 타락인간을 복귀하여 나가기 위하여 어떤 수고와 노력을 거쳐 나오셨는지에 대하여 성경역사와 기독교 역사를 통하여 복귀섭리가 어떻게 진행되어 왔는지를 생생하게 기록하고 있다.
후편은 모세와 예수를 중심으로 한 복귀섭리, 섭리역사의 각 시대 등에 관한 것을 다루고 있다. 인류의 역사과정을 소생기, 장성기, 완성기로 나누는데 소생기는 '구약시대', 장성기는 '신약시대', 완성기는 '성약시대'에 해당된다고 가르친다. 또한 각 시대에는 중심종교가 있는데 소생기에는 유대교, 장성기에는 기독교, 완성기에는 통일교를 통해서 구원역사가 펼쳐진다고 가르친다.  소생기에는 구약성서, 장성기에는 신약성서, 완성기에는 원리강론을 통해 하나님이 말씀하신다는 것이다.
가톨릭측에서는 이에 대하여, 소생기적 종교가 유대교이고 장성기적 종교가 기독교이고 완성기적 종교가 통일교라는 논리적 또는 실질적 어떠한 증거도 없으며, 단순히 그렇게 주장하고 있을 뿐이고, 타락은 성적인 섹스문제로 보면서 복귀는 제사의 형식이나 방법을 얘기하고 있으며, 타락과 복귀의 연결고리를 찾아볼 수 없다고 비판하고 있다.
원리강론의 최종 챕터인 재림론에서는 예수가 제1차 세계대전 이후에, 한국에서 지상탄생을 통하여 재림할 것이며, 재림시에도 지상 성도들에 의하여 박해를 받을 것이며, 결국 그 뜻을 이루어서 한국어가 세계공용어가 될 날이 올 것임을 예언하고 있다.

### 표절 논란
《원리강론》에 대해서 표절 논란도 있다. 문선명은 통일교를 창설하기 이전 1943년에 당시 개신교 교단들로부터 이단으로 배척받던 이스라엘수도원교회의 서울 상도동 집회소의 인도자로 파견된 적이 있는데, 이 교회의 책임자 김백문이 1954년 《성신신학(聖神神學)》, 1958년 《기독교 근본원리》를 저술했을 당시 문선명은 김백문의 문하였다. 현재 《원리강론》의 구조, 용어, 내용이 김백문의 저서와 거의 유사하므로 단지 표절에 불과하다는 견해가 있는데, 이에 대해 통일교회에서는 《원리강론》은 본래 1952년의 〈원리〉원본을 바탕으로 구성되었기 때문에 저술 시기가 그보다 앞서고, 세부 구조와 내용은 전혀 다르므로 근본적으로 서로 상이하며 독립된 경서라는 입장이다.
실제로 두 교본의 목차를 서로 비교하여 보면, 판이하게 다른 경서임을 알 수 있는데, 문선명이 김백문의 문하에 있었기 때문에, 기독교 용어들 가운데에 자주 사용하는 용어들(섭리, 타락 등)이 교본 간의 유사성을 주장하는 다소 엉뚱한 근거로 제시되고 있다. 실제로, 통일교인들 가운데, 《기독교 근본원리》를 탐독하여 본 사람들을 인터뷰한 결과, 천사세계에 대하여서 일반 기독교가 우러러보는 입장인 반면, 두 교본에서는 하나님의 종 정도로 취급한다는 점을 제외하면, 그다지 비슷한 점이 없다고 보고를 받은 바가 있다.

《원리원본(문선명의 첫 저서)》(1952년 발행)은 한국의 신비주의적 기독교 개혁운동의 흐름을 펌하는 '이스라엘 수도원'김백문[29] 의 저작 《기독 교근본 원리》

(1946년 3월 2일 기초, 1958년 3월 2일 발행)의 집필 중에 문선명이 표절했다는 증언이 있다.
문선명은 김백문이 1952년 부산 동래에서 피난 중 집필하던 원고 '타락, 복귀원리'를 보고 원고교정을 봐 드리겠다고 가지고 가서 6개월 이상 가져오지 않는 소동을 일으키기도 하였다.

《기독교 근본원리》의 '타락원리'는 《원리원본》,《원리강론》의 '타락론'과 매우 유사할 뿐만 아니라 상세하다. 또 '체휼(体恤)'의 오용 등 공통의 실수가 있기 때문에 《원리원본》,《원리강론》이 표절했을 가능성이 높다고 생각된다.

### 기독교의 기초 지식에 대한 무지
기독교의 중심적 사상인 '(하나님에 의한) 용서'라는 단어가 한 곳도 기재되어 있지 않다. 대신 '속죄'라는 의미로 '탕감(蕩減)'이 다수 기재되어 있다.
그리스도인이라면 곧 알아차리는 실수이지만 '탕감'은 성경에 10곳에 기재되어 있는 '용서'를 의미하는 말이다.그것을 그들은 모른다. 즉 성경을 제대로 읽은 적이 없는 것을 알 수 있다.또 '탕감'은 일반적으로도 자주 언론에 나오는 금융용어로 상식적인 말이기도 하다.

마찬가지로 '체휼(體恤)'를 모른다. 이것도 성경에 몇 군데 나오는 말로 '불쌍함'을 의미하는 말이다.이것은 김백문도 같은 실수를 하고 있다.
게다가 ‘수육(受肉)’이라는 기독교의 가장 중요한 말도 모른다. 그들의 내부 교재에는 체휼(體恤)과 동의어로 적혀 있다.

## 같이 보기
- 세계평화통일가정연합